# Hanguana bogneri
Hanguana bogneri är en enhjärtbladig växtart som beskrevs av Tillich och E.Sill. Hanguana bogneri ingår i släktet Hanguana och familjen Hanguanaceae. Inga underarter finns listade.